# Koperkloof

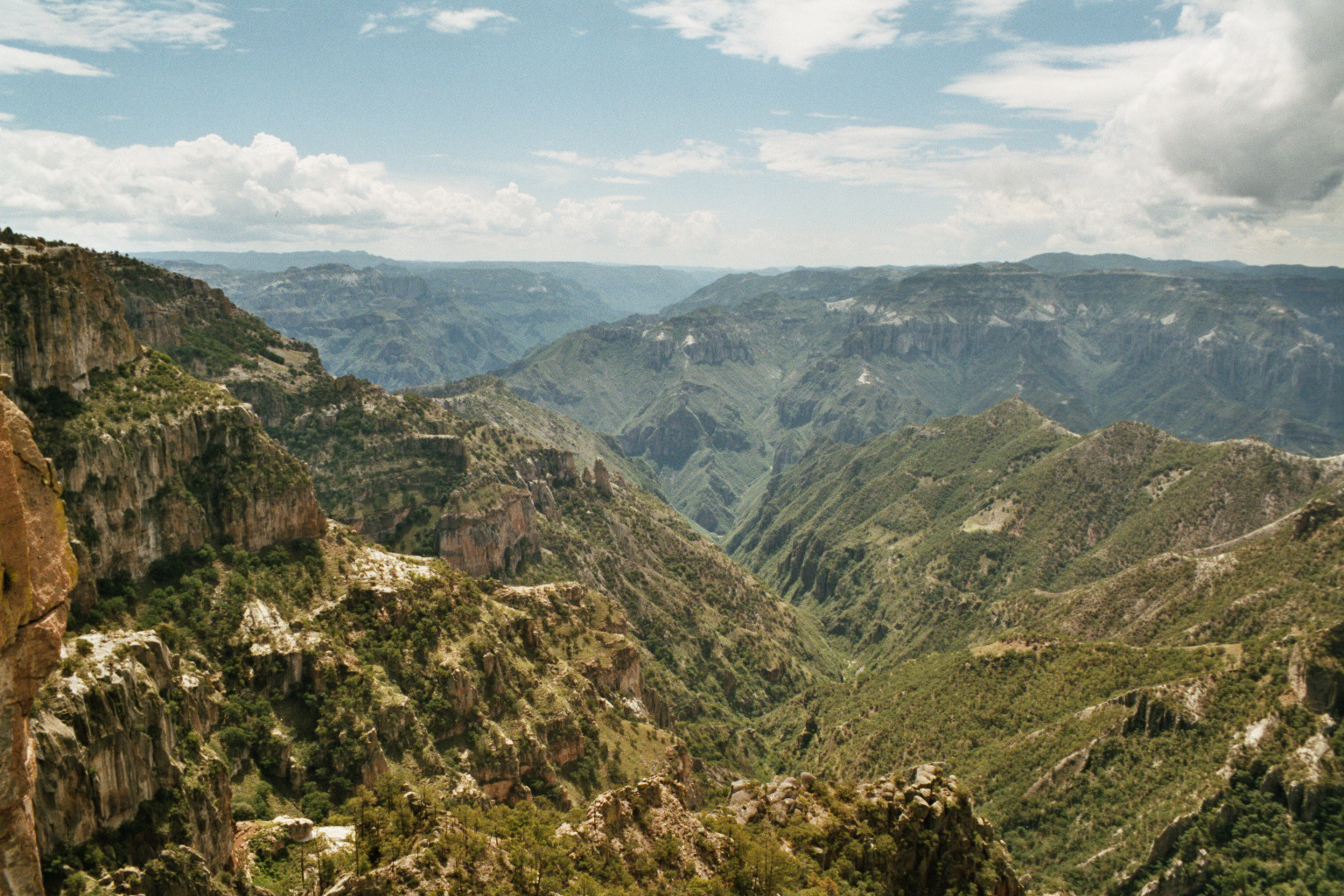
De Koperkloof

De Koperkloof (Spaans: Barranca del Cobre) is een canyonsysteem in het zuidwesten van de staat Chihuahua in Mexico.
Het is het grootste canyonsysteem ter wereld. Het is groter en dieper dan de Grand Canyon, alhoewel geen enkele individuele canyon van de Koperkloof groter is dan de Grand Canyon. De canyons hebben bij elkaar opgeteld een lengte van 1500 kilometer, en zijn meer dan 1800 meter diep. Het totale systeem heeft een oppervlakte van 30.000 km2.
De Chihuahua al Pacífico-spoorlijn voert door de Koperkloof. Elke trein stopt voor 15 minuten in El Divisadero in het midden van het gebied, om reizigers de kans te geven van het spectaculaire uitzicht te genieten.
Het gebied wordt bewoond door de Tarahumara-indianen en is een nationaal park.